# Boels Rental Hills Classic
La Boels Rental Hills Classic est une course cycliste féminine néerlandaise disputée dans la province de Limbourg. Créé en 2004, elle fait partie du calendrier de l'Union cycliste internationale en catégorie 1.2. Elle est organisée par la Fondation Holland Ladies Tour, qui organise également le Holland Ladies Tour. L'arrivée est située à Valkenburg, au sommet du Cauberg. La course est connue également sous le nom de Holland Hills Classic (de 2006 à 2009), de Valkenburg Hills Classic (en 2010), de Parkhotel Rooding Classic (en 2011) et de Parkhotel Valkenburg Hills Classic (en 2012).
Elle apparait en 2004, alors que l'Amstel Gold Race féminine disparait. Elle se court également sur un parcours similaire. En 2017, année de réapparition de l'Amstel Gold Race, la Hills Classic n'est pas organisée.

## Palmarès
| Année | Vainqueur            | Deuxième             | Troisième            |
| ----- | -------------------- | -------------------- | -------------------- |
| 2004  | Mirjam Melchers      | Leontien van Moorsel | Arenda Grimberg      |
| 2005  | Anita Valen de Vries | Trixi Worrack        | Arenda Grimberg      |
| 2006  | Theresa Senff        | Marianne Vos         | Suzanne de Goede     |
| 2007  | Marianne Vos         | Susanne Ljungskog    | Andrea Graus         |
| 2008  | Larissa Kleinmann    | Elisabeth Braam      | Vera Koedooder       |
| 2009  | Marianne Vos         | Petra Dijkman        | Emma Johansson       |
| 2010  | Grace Verbeke        | Chantal Blaak        | Iris Slappendel      |
| 2011  | Marianne Vos         | Marieke Van Wanroij  | Jessie Daams         |
| 2012  | Annemiek van Vleuten | Marianne Vos         | Sharon Laws          |
| 2013  | Ashleigh Moolman     | Annemiek van Vleuten | Elizabeth Armitstead |
| 2014  | Emma Johansson       | Eleonora van Dijk    | Amy Pieters          |
| 2015  | Elizabeth Armitstead | Emma Johansson       | Katarzyna Niewiadoma |
| 2016  | Elizabeth Armitstead | Annemiek van Vleuten | Ashleigh Moolman     |